# Kwaï Tanoo
 (novembre 2016).
Si vous disposez d'ouvrages ou d'articles de référence ou si vous connaissez des sites web de qualité traitant du thème abordé ici, merci de compléter l'article en donnant les références utiles à sa vérifiabilité et en les liant à la section « Notes et références ».

## Définition
Les amulettes, ou statues de Thaïlande appelées Kwaï Tanoo dont la forme évoque un buffle sont censées, selon la croyance populaire, protéger contre les fantômes, les mauvais esprits et les ennemis, participant à leur destruction.